# 蘇蘅
蘇蘅，中華民國傳播與法律學者，現任國立政治大學法學院教授、台灣聯合大學系統副校長。曾任國家通訊傳播委員會第三屆主任委員、諮詢委員、國家安全會議諮詢委員、政大傳播學院代理院長、政大國際合作事務處國合長。通傳會主委任內曾有條件通過旺旺中時併購中嘉案，該案後續因併購條件未達成不予通過。

## 生平
蘇蘅的父親蘇尚耀是兒童文學家，在蘇蘅高三時父親突然中風失業，因而半工半讀完成國立台灣大學法律系學業。大三在台北地方法院的實習經驗，讓她選擇轉換跑道參與媒體招考。第一份正職工作是聯合報地方編輯，其中每年須到中南部採訪，讓蘇蘅感受到臺灣的城鄉差距。
為了彌補新聞專業的不足，蘇蘅考進政大新聞所，學習理論與實務。獲教育部公費留學赴美國密西根州立大學攻讀傳播碩士。返國後，則在母校政大新聞研究所完成博士學位。
2009年6月16日，參加傳播學者連署譴責旺旺中時媒體集團，時任政大新聞學系主任的蘇蘅表示，旺旺中時媒體集團以連續報導及行動對付學界和社會關心人士，戕害新聞專業，加深台灣媒體的新聞自由危機；她說，她感覺台灣媒體秩序重整過程中出現一股黑暗力量，知識分子不能對此視若無睹。
2010年至2012年間，蘇蘅出任國家通訊傳播委員會主任委員。2012年7月25日，蘇蘅在通傳會主委任期結束前一週通過旺旺中時併購中嘉案，案中附帶決議要求旺旺中時集團必須出售中天新聞台。7月26日，旺中集團表示，不出售中天新聞台。2013年2月20日，通傳會認定旺旺中時集團併購中嘉案的三項停止條件尚未成就，故不予通過。
2019年，獲頒「2019星雲真善美傳播獎」傑出貢獻獎。
2021年，蘇蘅自傳播學院退休。後獲聘為政大法學院教授級約聘教學人員，並同時出任台灣聯合大學系統副主席。

## 經歷
- 中華民國新聞評議委員會委員(2009迄今)
- 衛星電視公會新聞自律委員會委員(2007 迄今)
- 國家通訊傳播委員會廣播電視節目暨廣告諮詢委員會委員(2007 迄今)
- 中華傳播學會理事(2007-2008)
- 第二屆有線電視審議委員(2005-2007)
- 第一屆有線電視審議委員(2003-2005)

## 著作
| 出版年 | 書名             | 出版社   | ISBN          |
| ------ | ---------------- | -------- | ------------- |
| 1993   | 傳播研究調查法   | 三民     | 9789571406    |
| 2002   | 競爭時代的報紙   | 時英     | 9578890842    |
| 2018   | 傳播研究方法新論 | 雙葉書廊 | 9789579096270 |

## 譯作
| 出版年 | 作者                               | 書名               | 出版社 | ISBN       |
| ------ | ---------------------------------- | ------------------ | ------ | ---------- |
| 1996   | Dennis K. Davis & Stanley J. Baran | 大眾傳播與日常生活 | 遠流   | 9573219131 |

## 外部連結
- 蘇蘅在國立政治大學網頁 （页面存档备份，存于）

| 官衔         | 官衔                                                          | 官衔          |
| ------------ | ------------------------------------------------------------- | ------------- |
| 行政院       |                                                               |               |
| 前任： 彭 芸 | 國家通訊傳播委員會主任委員 第三屆 2010年8月1日－2012年7月31日 | 繼任： 石世豪 |

1. 1 2  . ETtoday新聞雲. 2012-07-30  [2022-05-17]. （原始内容存档于2022-05-17） （中文（繁體））.
2. 1 2  . 蘋果日報. 2013年2月20日  [2013年2月20日]. （原始内容存档于2019年5月23日） （中文（臺灣））.
3. 1 2  . 自由時報. 2012-07-30  [2022-05-17]. （原始内容存档于2022-05-17） （中文（臺灣））.
4. ↑  . 人間通訊社. 2019-11-24  [2022-05-17]. （原始内容存档于2019-12-05）.
5. ↑  . 國立政治大學傳播學院.   [2022-05-17]. （原始内容存档于2022-05-17） （中文（臺灣））.
6. ↑  劉力仁. . 自由時報. 2009-06-17  [2014-12-28]. （原始内容存档于2021-09-26）.
7. ↑  . www.vmhytrust.org.tw.   [2022-05-17]. （原始内容存档于2021-07-12）.
8. ↑  . www.law.nccu.edu.tw.   [2022-05-17].